# Selim Akbulut
Selim Akbulut (* 6. August 1984 in Maçka) ist ein türkischer ehemaliger Fußballspieler in Diensten von Düzyurtspor.

## Karriere

### Verein
Akbulut kam in Maçka einem Landkreis der Provinz Trabzon auf die Welt und begann mit dem Vereinsfußball in der Jugend von Trabzonspor. Im Sommer 2004 erhielt er auf Wunsch des damaligen Cheftrainers Ziya Doğan einen Profivertrag und nahm mit der Profimannschaft an vorsaisonlichen Vorbereitungscamp teil. Am 11. September 2004 gab er während der Ligabegegnung gegen Denizlispor sein Profidebüt. Zur Rückrunde der Spielzeit wurde er dann an den damaligen Zweitligisten Bursaspor ausgeliehen. Für diese Mannschaft absolvierte er bis zum Saisonende drei Ligapartien.
Zum Sommer 2005 wurde er dann an den Zweitligisten und der damals zweitstärksten Mannschaft der Provinz Trabzon, an Akçaabat Sebatspor, ausgeliehen. Dieser Verein unterhielt zu diesem Zeitpunkt zu Trabzonspor sehr gute Beziehungen und bekam zu günstigen Konditionen Spieler zur Verfügung gestellt. In diesem Sinne wurde auch Akbulut an Sebatspor ausgeliehen. Nachdem er sich bei diesem Verein auf Anhieb in der Startelf etablierte, wechselte er zum Saisonende samt Ablöse zu Sebatspor.
Die Saison 2006/07 beendete Sebatspor auf dem vorletzten Tabellenplatz und verpasste damit den Klassenerhalt. Nach diesem Abstieg verließ Akbulut den Verein und wechselte zu seinem alten Klub Trabzonspor. Ausschlaggebend an diesem Wechsel war, das Akbuluts Förderer Doğan bei Trabzonspor wieder als Trainer tätig war. 
Trotzdem wurde Akbulut für die Hinrunde der Spielzeit 2007/08 an den Drittligisten Arsinspor. Für diesen Verein spielte er bis zur und wechselte anschließend samt Ablösesumme zum Zweitligisten Malatyaspor. Nachdem Malatyaspor zum Sommer 2009 in die TFF 2. Lig abstieg, verließ Akbulut diesen Klub. Die nachfolgende Zeit spielte er für diverse Vereine der TFF 2. Lig bzw. TFF 3. Lig.
Zur Rückrunde der Spielzeit 2012/13 wechselte er zum Zweitligisten Şanlıurfaspor. Nach einer Saison zog Akbulut zum Drittligisten Giresunspor weiter. Mit diesem Klub erreichte er am letzten Spieltag der Saison die Drittligameisterschaft und damit den Aufstieg in die TFF 1. Lig. Nach dem Aufstieg mit Giresunspor verließ er diesen Verein und wechselte zum Drittligisten Düzyurtspor. Nach der dann folgenden Saison, die Akbulut bei Zağnosspor verbrachte, beendete er seine Karriere.

### Nationalmannschaft
In den Jahren 1999 und 2000 wurde Akbulut insgesamt neunmal für die türkische U-15-Nationalmannschaft und absolvierte dabei zwei Spiele.

## Erfolge
Mit Giresunspor
- Meister der TFF 2. Lig und Aufstieg in die TFF 1. Lig: 2013/14